# Craugastor hobartsmithi
Craugastor hobartsmithi är en groddjursart som först beskrevs av Taylor 1937.  Craugastor hobartsmithi ingår i släktet Craugastor och familjen Craugastoridae. IUCN kategoriserar arten globalt som starkt hotad. Inga underarter finns listade i Catalogue of Life.